# Salam Gharbi
Salam Garbi (tiếng Ả Rập: سلام غربي) là một ngôi làng Syria nằm ở Barri Sharqi Subdistrict ở quận Salamiyah, Hama. Theo Cục Thống kê Trung ương Syria (CBS), Salam Garbi có dân số 134 người trong cuộc điều tra dân số năm 2004.